# Pieckowo (stacja kolejowa)
Pieckowo – zlikwidowana stacja kolejowa w Pieckowie, w gminie Reszel, w powiecie kętrzyńskim w województwie warmińsko-mazurskim, w Polsce. Położony na linii kolejowej z Reszla do Nowego Młyna. Linia ta została ukończona w 1908 roku Linia ta została rozebrana w 1945 roku.